# Kategoria Superiore 2001-2002
La Kategoria Superiore 2001-2002 fu la 63ª edizione della massima serie del campionato albanese di calcio disputata tra il 22 settembre 2001 e il 25 maggio 2002 e conclusa con la vittoria della Dinamo Tirana, al suo sedicesimo titolo.
Capocannoniere del torneo fu Indrit Fortuzi con 24 reti.

## Formula
Come nella stagione precedente le squadre partecipanti furono 14 e disputarono un turno di andata e ritorno per un totale di 26 partite.
Le ultime due classificate furono retrocesse in Kategoria e Dytë.
Le squadre qualificate alle coppe europee furono quattro: la vincente del campionato fu ammessa alla UEFA Champions League 2002-2003, la seconda classificata e la vincente della coppa d'Albania alla Coppa UEFA 2002-2003 più un'ulteriore squadra alla Coppa Intertoto 2002.

## Squadre
| Squadra          | Città        | Stadio | Stagione 2000-2001 |
| ---------------- | ------------ | ------ | ------------------ |
| Partizani Tirana | Tirana       |        | Kategoria e Dytë   |
| Tirana           | Tirana       |        | 2°                 |
| Besëlidhja       | Alessio      |        | 7°                 |
| Dinamo Tirana    | Tirana       |        | 3°                 |
| Flamurtari       | Valona       |        | 11°                |
| Vllaznia         | Scutari      |        | Campione d'Albania |
| Teuta Durrës     | Durazzo      |        | 6°                 |
| Tomori           | Berat        |        | 12°                |
| Apolonia         | Fier         |        | 10°                |
| Shkumbini        | Peqin        |        | 4°                 |
| Bylis            | Ballsh       |        | 5°                 |
| Luftëtari        | Argirocastro |        | 8°                 |
| KF Erzeni Shijak | Shijak       |        | Kategoria e Dytë   |
| KS Lushnja       | Lushnjë      |        | 9°                 |

## Classifica
|                    | Pos. | Squadra                  | Pt | G  | V  | N  | P  | GF | GS | DR  |
| ------------------ | ---- | ------------------------ | -- | -- | -- | -- | -- | -- | -- | --- |
| Albania (bandiera) | 1.   | KS Dinamo Tirana         | 63 | 26 | 19 | 6  | 1  | 55 | 15 | +40 |
|                    | 2.   | SK Tirana                | 62 | 26 | 19 | 5  | 2  | 52 | 15 | +37 |
|                    | 3.   | KF Partizani Tirana      | 46 | 26 | 13 | 7  | 6  | 41 | 24 | +17 |
|                    | 4.   | KS Teuta Durrës          | 42 | 26 | 12 | 6  | 8  | 31 | 19 | +12 |
|                    | 5.   | KS Vllaznia Shkodër      | 40 | 26 | 12 | 4  | 10 | 44 | 27 | +17 |
|                    | 6.   | KS Shkumbini Peqin       | 33 | 26 | 10 | 3  | 13 | 32 | 36 | -4  |
|                    | 7.   | KS Lushnja               | 31 | 26 | 8  | 7  | 11 | 32 | 32 | 0   |
|                    | 8.   | KS Flamurtari Vlorë      | 29 | 26 | 8  | 5  | 13 | 26 | 32 | -6  |
|                    | 9.   | KS Apolonia Fier         | 29 | 26 | 9  | 2  | 15 | 22 | 48 | -26 |
|                    | 10.  | KS Besëlidhja Lezhë      | 28 | 26 | 6  | 10 | 10 | 20 | 25 | -5  |
|                    | 11.  | KS Bylis Ballsh          | 28 | 26 | 7  | 7  | 12 | 28 | 42 | -14 |
|                    | 12.  | KF Erzeni Shijak         | 28 | 26 | 9  | 1  | 16 | 31 | 54 | -23 |
|                    | 13.  | KS Luftëtari Gjirokastër | 27 | 26 | 8  | 3  | 15 | 24 | 50 | -26 |
|                    | 14.  | KS Tomori Berat          | 25 | 26 | 7  | 4  | 15 | 29 | 48 | -19 |

Legenda:

      Campione d'Albania e ammesso alla UEFA Champions League
      Ammesso alla Coppa UEFA
      Ammesso alla Coppa Intertoto
      Retrocesso in Kategoria e Dytë
Note:

Tre punti a vittoria, uno a pareggio, zero a sconfitta.

## Verdetti
- Campione: KS Dinamo Tirana
- Qualificata alla UEFA Champions League: KS Dinamo Tirana
- Qualificata alla Coppa UEFA: SK Tirana, Partizani Tirana
- Qualificata alla Coppa Intertoto: KS Teuta Durrës
- Retrocessa in Kategoria e Dytë: KS Luftëtari Gjirokastër, KS Tomori Berat